# Turistická značená trasa 7455
Turistická značená trasa 7455 je žlutě značená turistická trasa Klubu českých turistů v Železných horách spojující Zdechovice a Chvaletice o délce 7,5 km.

## Průběh trasy
Začátek trasy je situován na návsi ve Zdechovicích v těsné blízkosti zdejšího zámku na rozcestí s modře značenou trasou 1085 vedoucí z Řečan nad Labem na skalní útvar Obří postele. Trasa 7455 vede nejprve přibližně západním směrem, vystoupá na plochý hřeben Chvaletické pahorkatiny a opouští zástavbu obce. Mezi Zdechovicemi a osadou Zbraněves je vedena prostorem bývalého cvičiště Sovětské armády. U Zbraněvsi vstupuje trasa do souvislého lesního porostu, stáčí se na jihozápad a vede k rozcestí K Paloukům, kde se dotýká zeleně značené turistické trasy 3096 spojující Bernardov a Semtěš po hřebeni Chvaletické pahorkatiny. Zde se trasa 7455 stáčí přibližně k severu, kříží silnici I/2 a pokračuje stále lesem a kolem rybníka do Hornické Čtvrti, kde je rozcestí s modře značenou turistickou trasou 1088 do Bernardova. Za ní pak po cyklostezce klesá ze severního svahu hřebene do Chvaletic, kde na železniční zastávce končí bez návaznosti na další turistické trasy.

## Historie
Trasa 7455 vznikla během přetrasování hřebenové zeleně značené trasy 3096 jihozápadněji. Úsek Hornická Čtvrť - K Paloukům byl původně úsekem trasy 3096, okrajové úseky vznikly nově.

## Turistické zajímavosti na trase
- zámek Zdechovice
- Evangelický kostel v Hornické Čtvrti
- Vyhlídkový bod u křižovatky nad Hornickou Čtvrtí